# Словачка на Европском првенству у атлетици у дворани 2013.
Словачка је учествовала на 32. Европском првенству у дворани 2013 одржаном у Гетеборгу, Шведска, од 28. фебруара до 3. марта. Ово је било девето европско првенство у дворани од 1994. године од када Словачка учествује самостално под овим именом. Није учествовала 1996. године. Репрезентацију Словачке представљала су 11 такмичара (7 мушкараца и 4 жене) који су се такмичили у 8 дисциплина (5 мушке и 3 женске).
На овом првенству Словачка није освојила ниједну медаљу али је оборен један лични рекорд и остварена су два најбоља лична резултата сезоне.

## Учесници
| Мушкарци: - Адам Завацки — 60 м - Јосеф Репчик — 800 м - Јозеф Пеликан — 1.500 м - Viliam Papso — 60 м препоне - Матуш Бубеник — Скок увис - Михал Кабелка — Скок увис - Петер Хорак — Скок увис | Жене: - Паула Хабовстијакова — 800 м - Renata Medgyesová — Скок удаљ - Јана Велдјакова — Скок удаљ - Дана Велдјакова — Троскок |  |

## Резултати

### Мушкарци
| Атлетичар     | Дисциплина   | Лични рекорд | Квалификације | Квалификације | Полуфинале           | Полуфинале           | Финале                | Финале       | Детаљи |
| Атлетичар     | Дисциплина   | Лични рекорд | Резултат      | Место         | Резултат             | Место                | Резултат              | Место        | Детаљи |
| ------------- | ------------ | ------------ | ------------- | ------------- | -------------------- | -------------------- | --------------------- | ------------ | ------ |
| Адам Завацки  | 60 м         | 6,71         | 6,76 кв       | 6. у гр. 3    | 6,75                 | 6. у гр. 2           | Нису се квалификовали | 13 / 22      |        |
| Јосеф Репчик  | 800 м        | 1:47,06 НР   | 1:48,88 КВ    | 2. у гр. 5    | 1:50,28              | 5. у гр. 2           | Нису се квалификовали | 9 / 26 (28)  |        |
| Јозеф Пеликан | 1.500 м      | 3:43,85      | 3:45,81       | 8. у гр. Б    |                      |                      | Нису се квалификовали | 16 / 24      |        |
| Viliam Papso  | 60 м препоне | 7,80         | 7,86 =ЛРС     | 4. у гр. 3    | Није се квалификовао | Није се квалификовао | Није се квалификовао  | =21 / 27     |        |
| Матуш Бубеник | Скок увис    | 2,26         | 2,18          | 11. у гр. Б   |                      |                      | Нису се квалификовали | 18 / 26 (27) |        |
| Михал Кабелка | Скок увис    | 2,31         | 2,18          | 9. у гр. А    | 20 / 26 (27)         |                      | Нису се квалификовали |              |        |
| Петер Хорак   | Скок увис    | 2,30         | 2,13          | 12. у гр. А   | 25 / 26 (27)         |                      | Нису се квалификовали |              |        |

### Жене
| Атлетичарка          | Дисциплина | Лични рекорд | Квалификације  | Квалификације | Полуфинале   | Полуфинале | Финале                | Финале       | Детаљи |
| Атлетичарка          | Дисциплина | Лични рекорд | Резултат       | Место         | Резултат     | Место      | Резултат              | Место        | Детаљи |
| -------------------- | ---------- | ------------ | -------------- | ------------- | ------------ | ---------- | --------------------- | ------------ | ------ |
| Паула Хабовстијакова | 800 м      | 2:06,46      | 2:04.93 КВ, ЛР | 4. у гр. 3    | 2:06,37      | 6. у гр. 2 | Нису се квалификовале | 12 / 13 (15) |        |
| Renata Medgyesová    | Скок удаљ  | 6,56         | 6,35 ЛРС       | 12.           |              |            | Нису се квалификовале | 12 / 19      |        |
| Јана Велдјакова      | Скок удаљ  | 6,56         | 6,17           | 15.           | 15 / 19      |            | Нису се квалификовале |              |        |
| Дана Велдјакова      | Троскок    | 14,40 НР     | 13,82          | 10.           | 10 / 19 (21) |            | Нису се квалификовале |              |        |